# Fary Faye
Fary Faye (* 24. Dezember 1974 in Dakar) ist ein ehemaliger senegalesisch-portugiesischer Fußballspieler und heutiger Funktionär.

## Als Spieler

### Verein
Im Senegal spielte Faye bis 1992 in der Jugend des ASC Jeanne d’Arc Dakar und ging dann weiter zum Hauptstadtclub ASC Diaraf. Dort gewann er in den folgenden Jahren drei nationale Titel. 1996 wechselte er nach Portugal zum Drittligisten União Montemor, wo er zwei Jahre blieb. 1998 verpflichtete ihn der Verein SC Beira Mar aus Aveiro. Hier entwickelte sich Faye zu einem der erfolgreichsten Stürmer in Portugal und gewann 1999 dort die Taça de Portugal. In der Saison 2002/03 wurde Faye dann gemeinsam mit Simão Sabrosa von Benfica Lissabon Torschützenkönig der portugiesischen SuperLiga. Anschließend war er fünf Jahre für den Ligarivalen Boavista Porto aktiv, bevor er 2008 nach Beira-Mar zurückkehrte. Die Spielzeit 2010/11 verbrachte er beim Zweitligisten Desportivo Aves und bis zu seinem Karriereende 2015 spielte er wieder für Boavista Porto.

### Nationalmannschaft
Von 1999 bis 2001 absolvierte Faye insgesamt sechs Länderspiele für die senegalesischen A-Nationalmannschaft und erzielte dabei zwei Treffer. Diese beiden Tore fielen direkt während seinem Debüt am 20. November 1999 bei einem 3:0-Testspielsieg gegen die Elfenbeinküste in Dakar.

## Sonstiges
Seit dem 1. Juli 2015 ist Faye Sportlicher Leiter seines ehemaligen Vereins Boavista Porto und besitzt mittlerweile auch die portugiesische Staatsbürgerschaft.

## Erfolge
- Senegalesischer Pokalsieger: 1994, 1995
- Senegalesischer Meister: 1995
- Portugiesischer Pokalsieger: 1999

## Auszeichnungen
- Torschützenkönig der SuperLiga: 2003 (18 Tore)